# Hutchinson-Siegrist-Neubauer-Syndrom
Das Hutchinson-Siegrist-Neubauer-Syndrom, auch Siegrist-Hutchinson-Syndrom, ist ein Infarkt der Aderhaut nach einer Prellung des Auges. Durch Schädigung der hinteren Ziliargefässe (Arteriae ciliares posteriores) kommt es zur Atrophie der Aderhaut, der Netzhaut und des Sehnervens.
Die Namensbezeichnung bezieht sich auf die Autoren von Beschreibungen aus dem Jahre 1889 durch Jonathan Hutchinson J., aus dem Jahre 1895 durch August Siegrist und aus dem Jahre 1957 durch H. Neubauer.